# Brouwerij Debrabandere (Marke)
Brouwerij Debrabandere of De Brabandere is een voormalige brouwerij gelegen te Marke. Deze was actief van 1887 tot aan de Tweede Wereldoorlog waarna de brouwactiviteiten gestaakt werden.

## Geschiedenis
De gebouwen gelegen in de Marktstraat werden in 1887 door brouwer Cyriel Debrabandere (burgemeester van 1922 tot 1942) gebouwd. In 1987 werden de gebouwen afgebroken om plaats te maken voor huizen. In 1937 kwam de brouwerij onder het bestuur van zoon Alfred Debrabandere. Deze was daarnaast ook burgemeester van Marke tussen 1947 en 1957. In 1963 werden gebouwen en inboedel eigendom van Brouwerij De Brabandere uit Bavikhove (Brouwerij Bavik).